# Dinatriummethylarsonat
Dinatriummethylarsonat ist eine chemische Verbindung des Natriums aus der Gruppe der Arsonate bzw. der Arsenorganischen Verbindungen. Es ist das Dinatriumsalz der Methylarsonsäure. Ein Handelsname ist Tonarsan.

## Gewinnung und Darstellung
Dinatriummethylarsonat kann durch Reaktion von Natriumarsenit mit Methyliodid in Gegenwart von Alkalihydroxiden wie Natriumhydroxid oder durch Reaktion von Natriumarsenit mit Dimethylsulfat gewonnen werden.
{\displaystyle \mathrm {Na_{3}AsO_{3}+CH_{3}I\longrightarrow CH_{3}AsNa_{2}O_{3}+NaI} }
{\displaystyle \mathrm {Na_{3}AsO_{3}+(CH_{3}O)_{2}SO_{2}\longrightarrow CH_{3}AsNa_{2}O_{3}+CH_{3}O-SO_{2}-ONa} }

## Eigenschaften
Dinatriummethylarsonat ist ein farbloser Feststoff, der leicht löslich in Wasser ist.

## Verwendung
Dinatriummethylarsonat wird (wie Natriummethylarsenat) als Herbizid (in den USA für Baumwolle) verwendet. Es wurde auch in der Veterinärmedizin eingesetzt.